# Albert Bonniers stipendiefond för yngre och nyare författare
Albert Bonniers stipendiefond för yngre och nyare författare är ett svenskt litteraturpris instiftat 1947 av Albert Bonniers Förlag. Priset delas enkom ut till författare utkomna på det egna förlaget.
Varje år utses tre pristagare som erhåller 25 000 svenska kronor vardera. Juryn består (2022) av Charlotte Aquilonius, Elin Olofsson och Jerker Virdborg.

## Pristagare (urval)
- 1947 – Ragnar Thoursie, Olov Jonason, Bengt Anderberg
- 1948 – Åke Wahlgren, Jan Gehlin, Werner Aspenström
- 1949 – Matts Rying, Gösta Oswald, Otto Carlsson
- 1950 – Östen Sjöstrand, Ella Hillbäck, Birger Vikström, Tord Herne
- 1951 – Bo Setterlind, Staffan Larsson, Willy Kyrklund, Elsa Forsgren
- 1952 – Birgitta Trotzig, Folke Isaksson, Hanserik Hjertén
- 1953 – Lars Forssell, Ingemar Gustafsson, Lars Göransson, Sigvard Mårtensson
- 1954 – Lars Gyllensten, Sandro Key-Åberg, Bo Widerberg
- 1955 – Tomas Tranströmer, Johanne Ström, Ingemar Andersson
- 1956 – Arne Sand, Ingvar Orre, Petter Bergman
- 1957 – Beppe Wolgers, Mira Teeman, Sven Lindqvist, Majken Johansson
- 1958 – Urban Torhamn, Hans Mörk, Clas Engström, Paul Andersson
- 1959 – Torsten Segebladh, Knut Nordström, K. Sivert Lindberg
- 1960 – Carl-Fredrik Reuterswärd, Göran Printz-Påhlson, Bengt Jahnsson
- 1961 – Sven Christer Swahn, Anna Rydstedt, Christer Kihlman
- 1962 – Gunnar Eddegren, Lars Görling, P C Jersild, Göran Tunström
- 1963 – Loka Enmark, Lennart F Johansson, Gunnar E. Sandgren
- 1964 – Björn Runeborg, Bengt Emil Johnson, Margareta Ekström, Sun Axelsson
- 1965 – Max Lundgren, Björn Håkanson, Sven Delblanc
- 1966 – Torsten Ekbom, Bengt Nerman, Kjell Sundberg, Åsa Wohlin
- 1967 – Lars Norén, Jarl Hammarberg-Åkesson, Carl-Göran Ekerwald, Erik Beckman
- 1968 – Thomas Tidholm, Gösta Friberg, Per Gunnar Evander, Mats G Bengtsson
- 1969 – Göran Sonnevi, Peter Ortman, Annette Kullenberg, Johan Bargum
- 1970 – Eric Åkerlund, Kerstin Strandberg, Ingrid Sjöstrand, Olof Moberg
- 1971 – Karl Sundén, Anna Rydstedt, Hans Lagerberg, Erik Bengtson
- 1972 – Lars Molin, Theodor Kallifatides, Ylva Eggehorn
- 1973 – Margareta Sarri, Claes Hylinger, Tobias Berggren
- 1974 – Jacques Werup, Anna Wahlgren, Berit Bergström
- 1975 – Olof Windahl, Per Holmer, Bernt Carlson
- 1976 – Rita Tornborg, Elisabeth Rynell, Christian Braw
- 1977 – Klas Östergren, Johan Günther, Ann-Charlotte Alverfors
- 1978 – Eva Ström, Eva Runefelt, Kristina Lugn
- 1979 – Eva Norman, Anne-Marie Berglund, Karl-Olov Arnstberg
- 1980 – Stig Larsson, Sten Jacobsson, Ernst Brunner
- 1981 – Konny Isgren, Kristina Hjertén, Monica Braw
- 1982 – Harriet Nordin, Peeter Puide, Anna Westberg
- 1983 – Anders Olsson, Birgit Häggkvist, Tua Forsström
- 1984 – Björner Torsson, Bo Lennart Gustafsson, Mats Gellerfelt
- 1985 – Vibeke Olsson, Mare Kandre, Ingrid Kallenbäck
- 1986 – Rolf Johansson, Ulf Eriksson, Anders Bergdahl
- 1987 – Lars Jakobson, Kay Glans, Birger Andersson
- 1989 – Magnus Nilsson[förtydliga], Ania Monahof, Ola Larsmo
- 1990 – Göran Greider, Björn Collarp, Eva Adolfsson
- 1991 – Maj-Britt Wiggh, Ann Jäderlund, Marie Hermanson
- 1992 – Carl-Johan Vallgren, Jan Henrik Swahn, Peter Lucas Erixon
- 1993 – Anna-Karin Palm, Ingmar Nylund, Ellen Mattson, Eva Adolfsson
- 1994 – Fredrik Ekelund, Beate Grimsrud, Maria Gummesson
- 1995 – Carina Rydberg, Linda Hedendahl, Karin Bellman
- 1996 – Per Lindberg, Lennart Göth, Maria Gummesson
- 1997 – Astrid Trotzig, Lars Mikael Raattamaa, Cilla Naumann
- 1998 – Marie Silkeberg, Petter Lindgren, Joakim Forsberg
- 1999 – Eva Kristina Olsson, Helena Eriksson, Cecilia Davidsson
- 2000 – Stefan Lindberg, Åsa Maria Kraft, Jörgen Gassilewski
- 2001 – Helga Krook, Per Hagman, Torbjörn Elensky
- 2002 – Lotta Lotass, Alejandro Leiva Wenger, Pamela Jaskoviak
- 2003 – Pauline Wolff, Carolina Thorell, Mats Söderlund
- 2004 – Eva Ribich, Lina Erkelius, Alexandra Coelho Ahndoril
- 2005 – Niklas Qvarnström, Tuija Nieminen Kristofersson, Anna Hallberg
- 2006 – Andrzej Tichý, Michael Lion, Aase Berg
- 2007 – Joar Tiberg, Sara Stridsberg, Fabian Kastner
- 2008 – Per Engström, Gabriella Håkansson, Maja Lundgren
- 2009 – Johan Jönson, Fausta Marianović, Malte Persson
- 2010 – Håkan Anderson, Anna Jörgensdotter, Jerker Virdborg
- 2011 – Leif Holmstrand, Oline Stig, Maria Zennström
- 2012 – Carolina Fredriksson, Hassan Loo Sattarvandi, Linda Spåman
- 2013 – Åsa Ericsdotter, Katarina Fägerskiöld, Susanna Lundin
- 2014 – Patrik Godin, Johannes Heldén och Helena Österlund
- 2015 – Anna Hedlin, Gertrud Hellbrand och Peter Normark
- 2016 – Mikael Berglund, Linus Gårdfeldt och Martin Holmén
- 2017 – Marit Furn, Nanna Johansson och Thom Lundberg
- 2019 – Anna Brynhildsen, Alba Mogensen och David Zimmerman
- 2020 – Hanna Rajs Lara, Lizette Romero Niknami och Madeleine Schantz
- 2021 – Ali Derwish, Lars Landgren och Nina Pascoal
- 2022 – Merima Dizdarević, Malin Ekman och Mimmi Jensen Gellerhed[2]
- 2023 – Emilia Aalto, Judith Kiros och Channa Riedel[3]